# Nguyễn Thị Thanh Nhã
Nguyễn Thị Thanh Nhã (* 25. September 2001 in Thường Tín, Hanoi) ist eine vietnamesische Fußballspielerin.

## Karriere

### Vereine
Auf Klubebene ist sie seit 2017 beim Hà Nội I WFC.

### Nationalmannschaft
Mit der vietnamesischen U19 nahm sie an der Asienmeisterschaft 2019 teil.
Erste Einsätze für die vietnamesische A-Nationalmannschaft sammelte sie ab dem Jahr 2021. Hier nahm sie mit der Mannschaft an den Südostasienspielen 2021 und 2023 teil und gewann dort mit dieser jeweils die Gold-Medaille. Zudem nahm sie mit dem Team noch an der Asienmeisterschaft 2022 teil.
Am 2. Juli 2023 wurde sie für den finalen Kader bei der Weltmeisterschaft 2023 nominiert.